# 190 South LaSalle
Le 190 South LaSalle appelé désormais U.S. Bank Building est un gratte-ciel de 175 mètres de hauteur construit à Chicago dans le quartier du Loop (Chicago) aux États-Unis de 1985 à 1987.

## Description
L'immeuble a été conçu par l'agence Johnson/Burgee Architects ('Design Architect') de Philip Johnson et John Burgee et par l'agence Shaw & Associates ('Associate Architect').
Le toit est inspiré d'un temple maçonnique aujourd'hui détruit.
Une importante sculpture en bronze intitulée "Chicago Fugue" de l'artiste Anthony Caro est dans une alcôve au coin nord du hall d'entrée lequel hall d'entrée a une hauteur de plafond de 17 mètres avec un plafond recouvert de feuille d'or qui a coûté 1 million de $.